# Stadelsbach

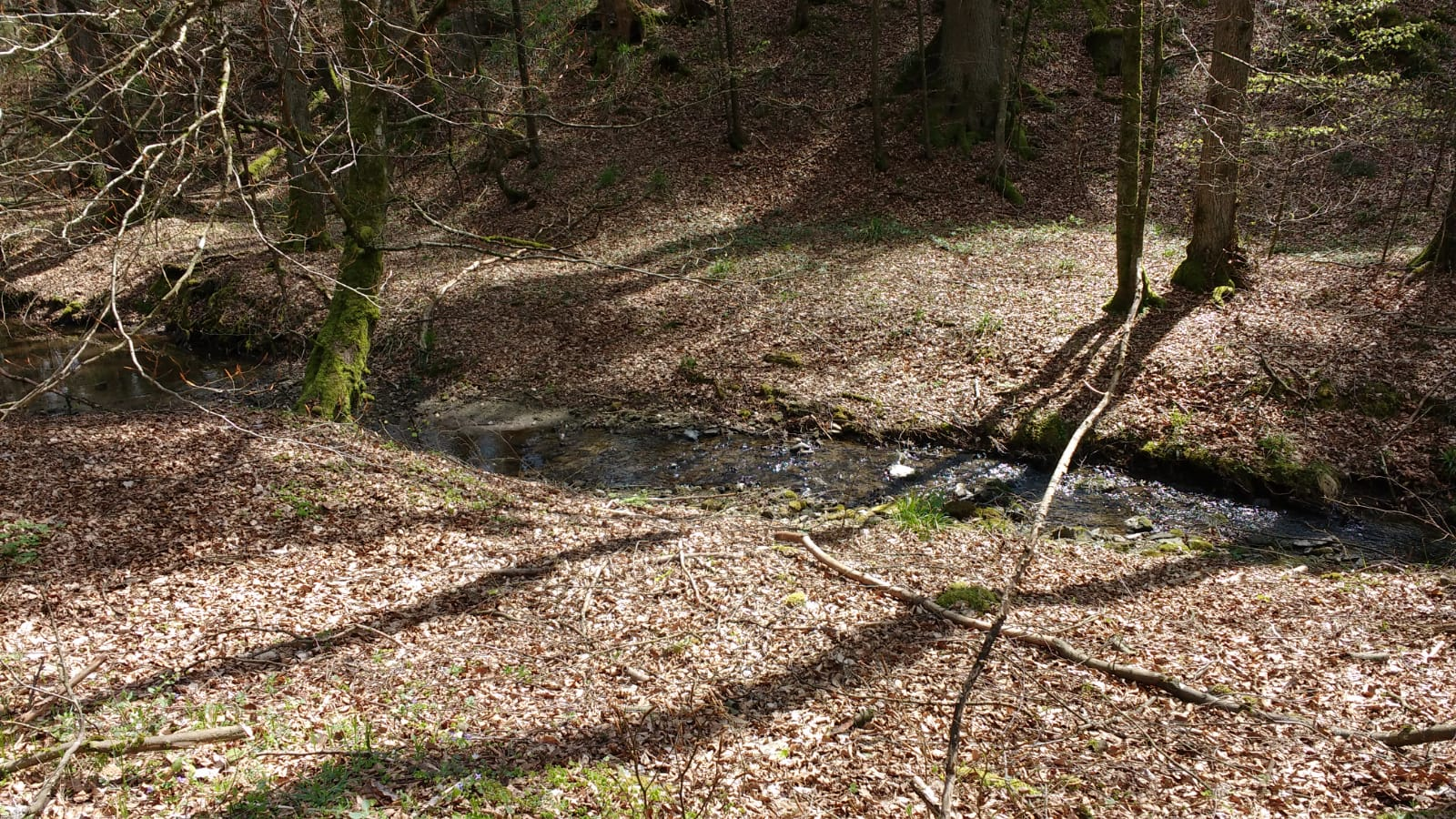
Der Stadelsbach

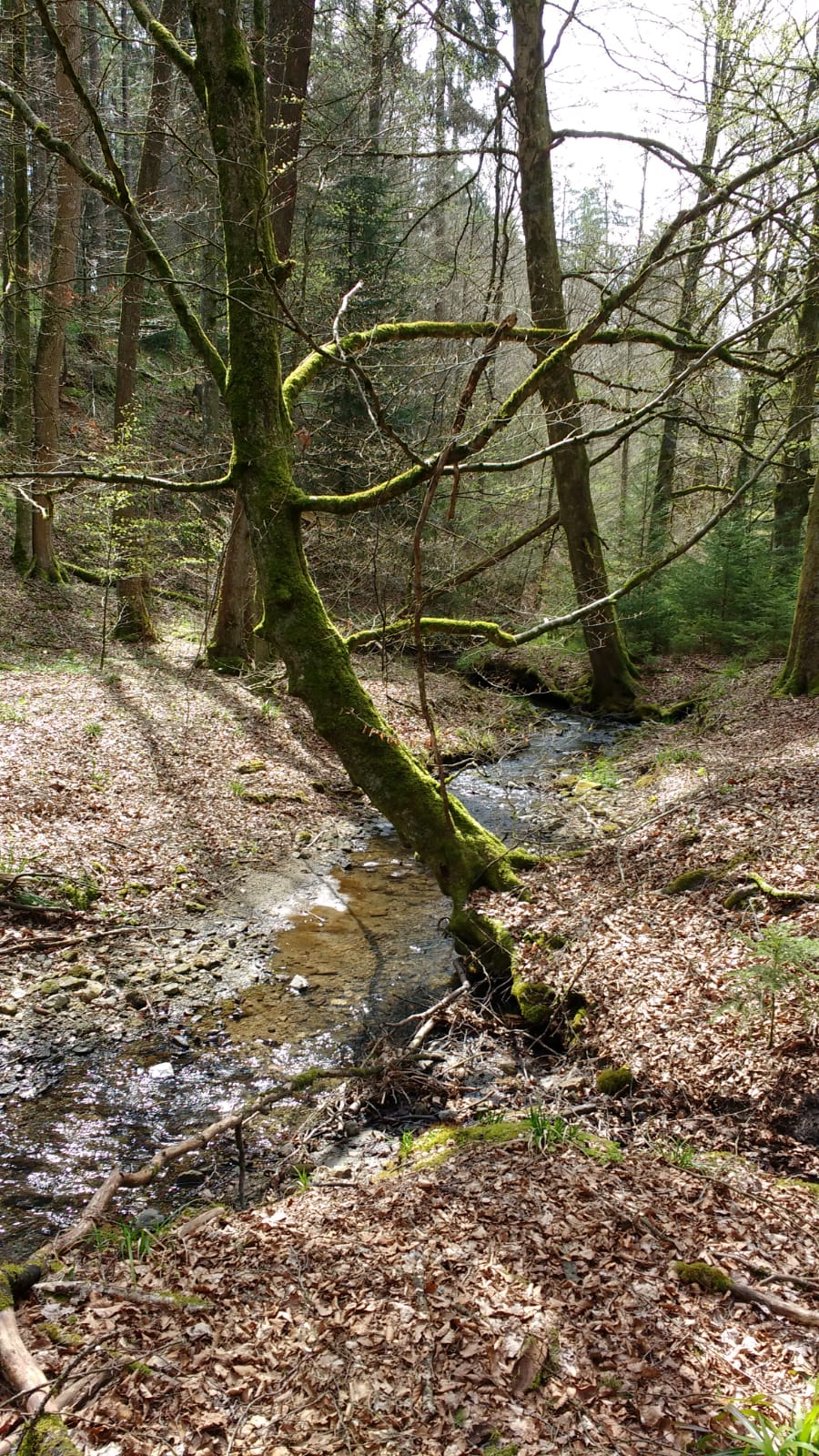

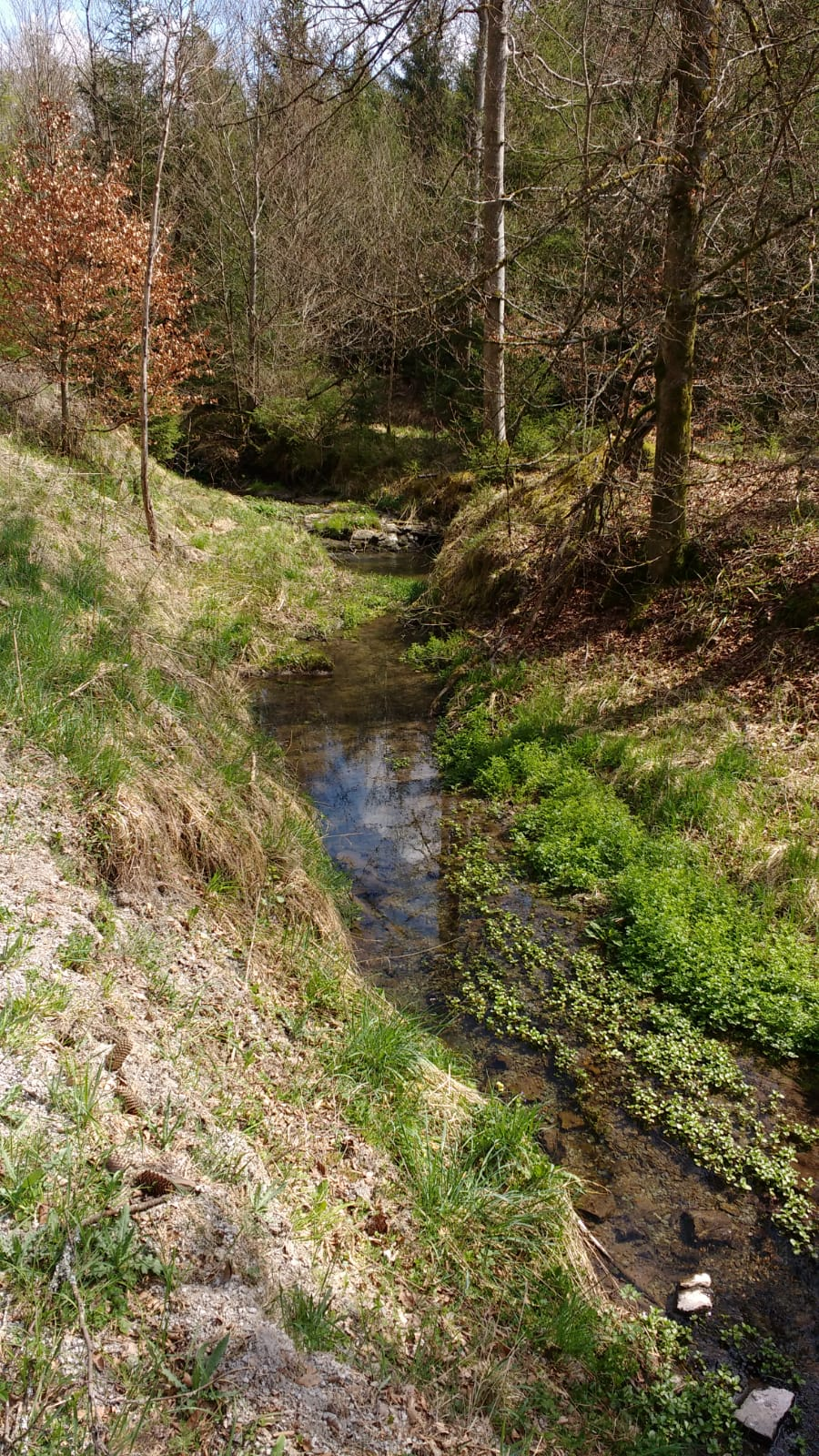

Der Stadelsbach ist ein Bach in den Ellwanger Bergen im Nordosten Baden-Württembergs, weit überwiegend auf dem Gebiet der Gemeinde Rosenberg im Ostalbkreis, der nach einem rund vier Kilometer langen Lauf etwa nach Südwesten zuletzt an der Röhmenmühle der Gemeinde Bühlerzell im Landkreis Schwäbisch Hall von links in die mittlere Blinde Rot mündet, deren längster Zufluss er ist.

## Geographie

### Verlauf
Der Stadelsbach entspringt im Gemeindegebiet von Rosenberg am Fuß des 568,9 m ü. NHN hohen Hohenbergs etwa 400 Meter südwestlich der Wallfahrtskirche auf dem Gipfel dieses Rundbergs in einer Quellmulde auf etwa 503 m ü. NHN. Der Bach durchläuft auf seinem dauerhaft südwestlichen Kurs gleich zu Anfang vier Teiche. Knapp einen Viertelskilometer nach dem Laufgebiet tritt er hinter dem letzten der Teiche in ein großes geschlossenes Waldgebiet ein, das ihn nun auf dem größten Teil seines Laufs begleitet. Rechts grenzt dabei durchweg das Gewann Kohlhau an den Bach, links lösen die Gewanne Ganserswald, dann Stadelsbach und zuletzt Hirschreute einander ab. Im Wald nimmt der Stadelsbach erst den 0,7 km langen Gansersbach auf, kurz vor seinem Austritt in die Flur um seinen Vorfluter dann den doppelt so langen Grundbach; beide speisten den Stadelsbach von Osten her. Nachdem er den letzten aufgenommen hat, durchläuft der Stadelsbach auf seinem letzten halben Kilometer das hier auf die linke Seite des Blinde-Rot-Laufs herüberreichende Gemeindegebiet von Bühlerzell. An der Röhmensägmühle mündet er auf etwa 425 m ü. NHN in die mittlere Blinde Rot.
Der 4,1 km lange Stadelsbach mit mittlerem Sohlgefälle von etwa 19 ‰ mündet also 78 Höhenmeter unterhalb seiner Quelle.

### Einzugsgebiet
Das Einzugsgebiet des Stadelbachs ist etwa 3,7 km² groß und liegt, naturräumlich gesehen, im Unterraum Ellwanger Berge der Schwäbisch-Fränkischen Waldberge. Die im Einzugsgebiet auftretende Schichtenfolge dieses Keuperbergland reicht vom Kieselsandstein (Hassberge-Formation) oder darüber bis hinauf in den Oberkeuper, auf dem höchsten Punkt auf den Rundlingskuppe des oben auffällig flachen Hohenbergs vielleicht sogar noch bis in den in der Umgebung häufig Verebnungen bildenden Schwarzjura. Dort oben liegt auch der mit 568,9 m ü. NHN höchste Punkt des Einzugsgebietes, der nicht einmal einen Meter tiefer liegt als der höchste der gesamten Ellwanger Berge. 
Ausgenommen im Ostsaum des Einzugsgebietes, wo um den Hohenberg meist offene Flur liegt, und auf einer noch kleineren Fläche im Mündungskeil steht im Einzugsgebiet geschlossener Wald, der weit überwiegend zur Gemeinde Rosenberg des Ostalbkreises gehört. Der einzige Ort nahe dem Lauf ist der Wohnplatz Röhmensägmühle nahe der Mündung, um ihn herum gehört ein kleiner Teil des unteren Einzugsgebietes zu dessen Gemeinde Bühlerzell im Landkreis Schwäbisch Hall.

### Zuflüsse und Seen
Liste der Zuflüsse und  Seen von der Quelle zur Mündung. Gewässerlänge, Seefläche, Einzugsgebiet und Höhe nach den entsprechenden Layern auf der Onlinekarte der LUBW. Andere Quellen für die Angaben sind vermerkt.
Ursprung des Stadelsbachs auf dem Gemeindegebiet von Rosenberg auf etwa 503 m ü. NHN in einer Quellmulde etwa 400 Meter südwestlich der Wallfahrtskirche auf dem Hohenberg (568,9 m ü. NHN) in einer Quellmulde. Der Bach läuft mit vielen Richtungsschankungen und teils in sehr engen Mäandern durchwegs nach Südwesten.
- Durchfließt auf den ersten etwa 200 Metern seines Lauf bis zum Waldeintritt auf etwa 490 m ü. NHN vier Teiche, zusammen 0,2 ha.
Anschließend wird er rechts auf fast ganzer Strecke ans Waldgewann Kohlhau, links zunächst das Waldgewann Ganserswald.
- Gansersbach, von links und Osten auf etwa 470,6 m ü. NHN[LUBW 5] gut einen Kilometer nach dem Ursprung, 0,7 km und ca. 0,2 km². Hier quert eine auffällig breite freigehaltene Schneise entlang einer Waldwegtrasse die Talmulde.
  -  Entfließt auf etwa 495 m ü. NHN einem Kleinteich am Waldrand westsüdwestlich des Gansershof der Hofgruppe Zumholz, unter 0,1 ha.
  -  Durchfließt nach kurzem Ostlauf auf etwa 490 m ü. NHN einen Stauteich näher beim Gansershof, 0,3 ha, den er auf Westlauf verlässt.
- Auf dem nächsten guten Kilometer liegen Quellen am rechten Hang, erst der Häulesbrunnen, dann die zwei Felsenquellen des Hochbrunnens, deren erster zunächst in einen Altarm auf etwa 460 m ü. NHN des Stadelbachs abfließt, deutlich unter 0,1 ha.
- Grundbach, von links und Osten auf etwa 446 m ü. NHN am Waldaustritt wenig vor der Röhmensägmühle, 1,4 km und ca. 0,9 km². Entsteht auf etwa 475 m ü. NHN an der aufgeforsteten Sperberswiese. Rechts und oberhalb des Grundbach-Zulauf grenzt inzwischen das Waldgewann Stadelsbach an den gleichnamigen Bach, während links des Grundbachs die ebenfalls bewaldete Hirschreute liegt.

Mündung des Stadelbachs von links und Nordosten auf ca. 425 m ü. NHN an der Röhmensägmühle von Bühlerzell in die mittlere Blinde Rot. Der Stadelbach ist 4,1 km lang und hat ein Einzugsgebiet von ca. 3,7 km².

## Natur und Schutzgebiete
Der Stadelbach fließt auf dem größeren Teil seines Laufes zwischen den linken Zuflüssen Gansersbach und Grundbach recht naturnah. Ab dem Gansersbach-Zulauf begleitet ihn ein gegründeter Forstweg.
Ein Wasserschutzgebiet ist fast kongruent mit dem Einzugsgebiet des Stadelbachs. Um die zweite Hochbrunnen genannte rechte Hangquelle ist am mittleren Lauf ein 0,2 ha großes Gebiet flächenhaftes Naturdenkmal Hochbrunnen am Stadelbach eingerichtet. Der kleine Zwickel mündungsnaher offener Flur bei der Röhmensägmühle gehört zum Landschaftsschutzgebiet Oberes Blinde-Rot-Tal.

### LUBW
Amtliche Online-Gewässerkarte mit passendem Ausschnitt und den hier benutzten Layern: Lauf und Einzugsgebiet des Stadelbachs

Allgemeiner Einstieg ohne Voreinstellungen und Layer: Daten- und Kartendienst der Landesanstalt für Umwelt Baden-Württemberg (LUBW) (Hinweise)
1. 1 2 3  Höhe nach dem Höhenlinienbild auf dem Hintergrundlayer Topographische Karte.
2. 1 2  Länge nach dem Layer Gewässernetz (AWGN).
3. 1 2  Einzugsgebiet abgemessen auf dem Hintergrundlayer Topographische Karte.
4. ↑  Seefläche nach dem Layer Stehende Gewässer.
5. ↑  Höhe nach schwarzer Beschriftung auf dem Hintergrundlayer Topographische Karte.
6. ↑  Schutzgebiete nach dem einschlägigen Layern.

### Andere Belege
1. ↑  Wolf-Dieter Sick: Geographische Landesaufnahme: Die naturräumlichen Einheiten auf Blatt 162 Rothenburg o. d. Tauber. Bundesanstalt für Landeskunde, Bad Godesberg 1962. → Online-Karte (PDF; 4,7 MB)
2. ↑  Hansjörg Dongus: Geographische Landesaufnahme: Die naturräumlichen Einheiten auf Blatt 171 Göppingen. Bundesanstalt für Landeskunde, Bad Godesberg 1961. → Online-Karte (PDF; 4,3 MB)
3. ↑  Geologie grob nach: Mapserver des Landesamtes für Geologie, Rohstoffe und Bergbau (LGRB) (Hinweise)